# Taylor Mill
Taylor Mill – miasto w Stanach Zjednoczonych, w stanie Kentucky, w hrabstwie Kenton.